# Sangue indiano (film 1925)
Sangue indiano (Braveheart) è un film muto del 1925 diretto da Alan Hale. Prodotto da Cecil B. DeMille, aveva come interpreti Rod La Rocque, Lillian Rich, Robert Edeson, Arthur Housman, Jean Acker, Tyrone Power.
L'adattamento per lo schermo del lavoro teatrale Strongheart di William C. deMille - rappresentato a Broadway per la prima volta il 30 gennaio 1905 - è firmato dalla scrittrice Mary O'Hara.
Remake di Strongheart, film del 1914 diretto da James Kirkwood che aveva avuto tra gli interpreti anche lo stesso regista Alan Hale.

## Trama
America, 1800. Braveheart ("Cuore Impavido") è il figlio di Standing Rock, il capo di una tribù di pellerossa. Il padre manda il giovane all'Est, a studiare legge, per poter poi difendere meglio i diritti di pesca del suo popolo, diritti insidiati da Hobart Nelson, il presidente di un'industria conserviera del pesce. All'università, Braveheart si dimostra non solo uno studente modello ma anche un bravo atleta. Ma, per salvare l'amico Frank Nelson dall'espulsione, si accusa di aver venduto una partita e viene cacciato dal college. Anche la tribù lo mette ai margini, ma lui, in tribunale, riesce a vincere la causa salvando i diritti di pesca dei suoi. Ki-Yote, un capo popolo maneggione e piantagrane, istiga la tribù a rapire Nelson e sua figlia Dorothy, una ragazza di cui Braveheart è innamorato. Il giovane indiano salva Nelson però nega di amare la ragazza bianca, scegliendo invece di sposare una del suo popolo.

## Produzione
Il film fu prodotto dalla Cinema Corporation of America e venne girato in California a Guerneville e Presidio, a Monterey.

## Distribuzione

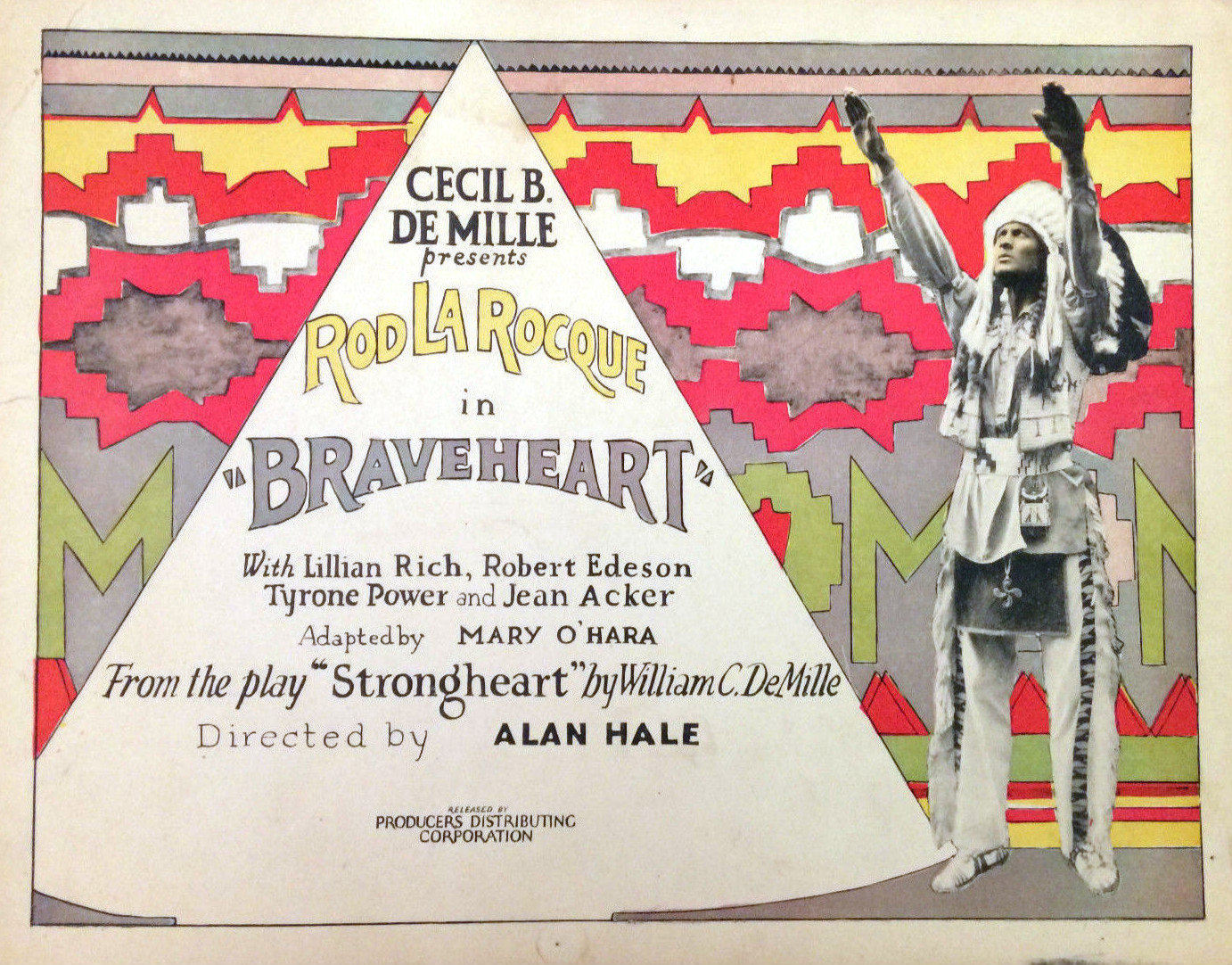
Locandina del film

Il copyright del film, richiesto dalla Cinema Corporation of America, fu registrato il 28 dicembre 1925 con il numero LP22170. Il film - distribuito dalla Producers Distributing Corporation (PDC) - uscì nelle sale statunitensi il 27 dicembre 1925 con il titolo originale Brave Heart. In Italia venne distribuito nel 1927 dalla Producers. In Finlandia, come Vahva sydän o Vahvasydän, fu distribuito il 5 dicembre 1927. Conosciuto come Corazón de acero in Spagna, in Francia - diviso in due parti - fu ribattezzato La Barrière des races per la prima parte e Coeur Loyal per la seconda.
Della pellicola sono conservate alcune copie positive in 16 mm. presso collezionisti privati e alla EmGee Film Library. Altre copie si trovano negli archivi del George Eastman House di Rochester, del British Film Institute di Londra, dell'UCLA di Los Angeles, della Biblioteca del Congresso di Washington, dell'Academy Film Archive di Beverly Hills e della Cinémathèque française di Parigi.